# Јортајортски језици
Јортајортски или јотајотски језици су једна од грана пама-њунганских језика, која укључује два језика јортајортски и јабулајабулски. Постојбина јортајортских језика је југоисточна Аустралија, тачније погранично подручје Новог Јужног Велса и Викторије.

## Језици
Јортајортски или јотајотски језици укључују следећа два језика:
- Јортајортски (јортајорта или јотајота)
- Јабулајабулски (јабулајабула)

## Алтернативне класификације
Роберт М. В. Диксон (2002) их је, међутим, класификовао као две посебне породице језика, док их је Глотолог на основу рада Хедер Боу & Стивена Мореја (1999) класификовао као дијалекте истог језика.